# Nationales Puppentheater

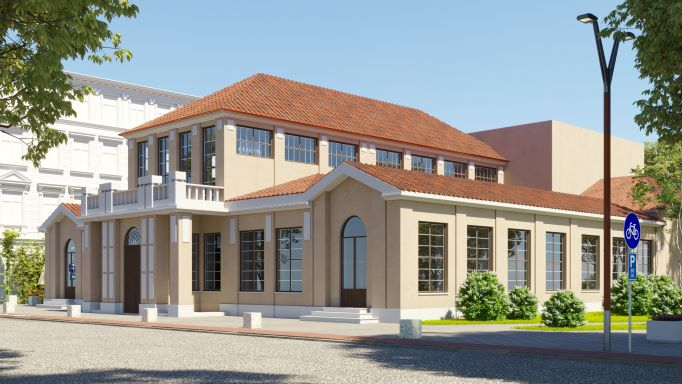
Das Gebäude des Theaters (2022)

Das Nationale Puppentheater (albanisch Teatri Kombëtar i Kukullave), heute Nationales Kindertheater (Teatri Kombëtar Shqiptar i Fëmijëve) in Tirana, der Hauptstadt Albaniens, ist das erste seiner Art im Land. Es wurde 1950 durch eine professionelle Schauspielgruppe gegründet. Seit dem Jahr 2005 fungiert das Theater unter der heutigen Bezeichnung als Kindertheater.

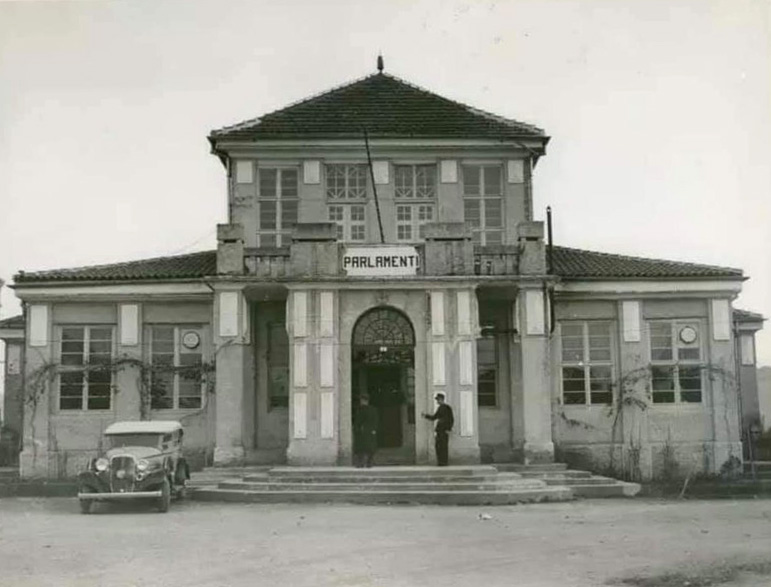
Das ursprüngliche Gebäude ohne Anbauten in Verwendung als Parlament in den 1920er Jahren

Seit 1962 ist das Theater im ehemaligen Parlamentsgebäude untergebracht, das von 1924 bis 1939 der Volksversammlung als Sitz diente. Ursprünglich von den Österreichern als Offizierskasino gebaut, wurde das Gebäude nach 1939 durch die Faschisten benutzt (italienisch Camera dei Fasci). Beim Erdbeben von 2019 wurde das Theater beschädigt. Durch Unterstützung von Eu4culture konnte es restauriert werden und wurde Ende 2024 nach dreijährigen Arbeiten wiedereröffnet.
Das Nationale Puppentheater hat 160 Sitzplätze. Das Ensemble veranstaltet jährlich rund 500 Vorstellungen, entweder in Tirana oder auf Tour in anderen Städten Albaniens. Die Vorstellungen richten sich grundsätzlich an Kinder. Auch heute gibt es noch viele Aufführungen mit Marionetten und Puppen. Daneben treten die Schauspieler mit Masken oder als Pantomime auf.

## Einzelnachträge
1. 1 2 3  Shekulli: Teatri Kombëtar i Fëmijëve bëhët 60-vjeç. In: Info Arkiva. Abgerufen am 10. Januar 2016 (albanisch).
2. ↑  Teatri i fëmijëve të Tiranës jep shfaqje në Bazen të Zvicër. In: Shqiptarja.com. 29. Oktober 2013, abgerufen am 10. Januar 2016 (albanisch).
3. ↑  Adolph Stiller: Bezüge Österreich–Albanien. Vergessene und bemerkenswerte historische Blitzlichter. In: Adolph Stiller (Hrsg.): Tirana Planen Bauen Leben. Architektur im Ringturm XXII. Müry Salzmann Verlag, Wien 2010, ISBN 978-3-99014-030-7, S. 15.
4. ↑  Teatri i Kukullave rinovohet në godinën shekullore! Shfaqja e mirëseardhjes për dashamirësit e vegjël. In: Gazeta Tema. 17. Dezember 2024, abgerufen am 23. Dezember 2024 (albanisch).

Koordinaten: 41° 19′ 38,1″ N, 19° 49′ 3,4″ O